# Candid Camera (programma televisivo italiano)
Candid Camera è stato un programma televisivo d'intrattenimento, andato in onda su Italia 1 in diversi orari e a più riprese dal 1987 fino al 2008.

## Storia
Candid Camera nacque ufficialmente nel gennaio 1987, e dall'autunno dello stesso anno fino al 1990 prese il nome di Smile. Il programma era condotto da Gerry Scotti e, pur avendo preso il nome e molti dei filmati di repertorio dell'omonima versione originale americana nata nel 1938, era la naturale evoluzione di Specchio segreto, trasmissione degli anni sessanta ideata dal regista Nanni Loy ispirata dalla televisione americana. Come Specchio segreto e la candid, il programma era basato sull'idea di osservare con una telecamera nascosta il comportamento delle persone della strada di fronte a situazioni surreali, create ad arte da attori professionisti. Tra gli interpreti delle "candid" mandate in onda e ideate in quel periodo, vi erano il conduttore Gerry Scotti, Davide Mengacci, Mara Venier e lo stesso Nanni Loy, ospite tra l'altro più volte in studio come commentatore in occasione delle trasmissioni in prima serata di Candid Camera Show (mandate in onda il giovedì sera e in seguito la domenica alle ore 20:30, sempre su Italia 1).
Nel 1992, il programma andò in onda su Canale 5 con il titolo Occhio allo specchio! e la conduzione fu affidata a Paolo Bonolis con la partecipazione di Carlo Pistarino. Lo stesso Bonolis, condusse anche la terza ed ultima edizione, andata in onda nell'autunno del 1993, questa volta al fianco di Laura Freddi (sua compagna di allora).
Verso la fine degli anni novanta, il programma tornò su Italia 1 con vari titoli: da settembre del 1999 fino al gennaio del 2000 era intitolato Candid Camera Show, con la conduzione di Samantha de Grenet e Fabio Volo, ma stavolta era trasmesso nel day-time, e proponeva candid in tutto il mondo. Da gennaio 2000 fino al 2001 era intitolato Candid Angels (il cui titolo è una parodia della serie TV Charlie's Angels), e andò in onda per due edizioni con la conduzione della stessa De Grenet, Filippa Lagerbäck, Alessia Merz e Marco Balestri (quest'ultimo solo nella prima edizione). Nel 2001 si intitolò invece Candid & Video Show, e per l'ultima volta era condotto da Samantha de Grenet con il campione di basket Gianmarco Pozzecco; questa versione del programma, oltre alle candid, proponeva anche altri video surreali come gli sketch di MADtv e i duelli della versione animata del fumetto statunitense Spy vs Spy. Infine, sempre nello stesso periodo (il 2001), la coppia Alessia Merz e Marco Balestri conduceva Candid Camera Cafè, trasmesso in seguito dopo Candid Angels.
Nel 2005 il programma riprese la sua prima denominazione, ed era condotto solo da Ciccio Valenti in giorni e orari diversi. Nella stagione 2007/2008 (sempre su Italia 1), Valenti veniva affiancato da Federica Panicucci e Melita Toniolo nella conduzione in prima serata di Candid Camera Show.

## Edizioni, titoli e conduttori
- 1987: Candid Camera, condotto da Gerry Scotti;
- 1987–1990: Smile, condotto da Gerry Scotti con la partecipazione di Davide Mengacci, Mara Venier e Nanni Loy;
- 1988–1991: Candid Camera Show (prima serata), condotto da Gerry Scotti con la partecipazione di Davide Mengacci e Mara Venier; Dino Colombi
- 1992–1994: Occhio allo specchio!, condotto da Paolo Bonolis con la partecipazione di Carlo Pistarino (dal 1992 al 1993) e di Laura Freddi (dal 1993 al 1994);
- 1999–2000: Candid Camera Show (daytime), condotto da Samantha de Grenet e Fabio Volo;
- 2000-2001: Candid Angels, condotto da Samantha de Grenet, Filippa Lagerbäck, Alessia Merz, e Marco Balestri (solo nelle prime due edizioni);
- 2001: Candid & Video Show, condotto da Samantha de Grenet con Gianmarco Pozzecco;
- 2001: Candid Camera Cafè, condotto da Alessia Merz e Marco Balestri;
- 2005–2008: Candid Camera, condotto da Ciccio Valenti;
- 2007–2008: Candid Camera Show (prima serata), condotto da Ciccio Valenti con Federica Panicucci e Melita Toniolo.